# Кристал (Олександрія)

Колишня емблема клубу

«Кристал» (у 2004—2006 роках — муніципальний футбольний клуб «Олександрія») — український футбольний клуб з міста Олександрії Кіровоградької області. Команда у 2004—2006 роках грала у другій лізі чемпіонату України.
Команда вважається одним з найстаріших футбольних клубів міста . У 2004 році за ініціативою міського голови Олександрії Степана Цапюка команда «Кристал» була перейменована на МФК «Олександрія».
Професіональний статус команда отримала 21 липня 2004 року . Команда була включена до групи В другої ліги. А вже 24 липня на стадіоні «Ніка» команда зіграла перший матч у чемпіонаті: з рахунком 1:0 олександрійці перемогли «Гірник-спорт». Свій перший чемпіонат команда завершила на сьомому місці.
Наступний чемпіонат команда не дограла до кінця, знявшись за три тури до кінця першості .
| Рік       | Ліга, зона, група   | I  | В  | Н  | П  | РМ    | О  | Місце    |
| --------- | ------------------- | -- | -- | -- | -- | ----- | -- | -------- |
| 2004/2005 | Друга ліга, група В | 28 | 8  | 8  | 12 | 32−40 | 32 | 7 із 15  |
| 2005/2006 | Друга ліга, група В | 24 | 4  | 2  | 18 | 20−37 | 14 | 12 із 13 |
| Усього    | 2 чемпіонати        | 52 | 12 | 10 | 30 | 52−77 | 46 |          |

У Кубку України з футболу команда зіграла два матчі: 8 серпня 2004 року в 1/32 фіналу Кубка 2004/2005 вдома поступилася команді «Спартак-Горобина» з Сум з рахунком 0:3, а в наступному розіграші також в 1/32 фіналу олександрійці поступилися вдома київському «Арсеналу» з рахунком 0:6.
Головним тренером команди у 2004—2006 роках був Анатолій Акулич.
Відомі гравці: Ігор Черномор, Роман Локтіонов.
У жовтні 2006 року команді рішенням міськвиконкому повернули колишню назву «Кристал» . Наразі команда виступає в дитячо-юнацьких змаганнях . У 2008 році заявилася до другої групи чемпіонату Кіровоградської області серед аматорських команд, але згодом відмовилась від участі у цих змаганнях .